# Большая Володарка
Большая Володарка — деревня в Ленинском городском округе Московской области России. 

## География
Деревня Большая Володарка находится на правом берегу Пахры примерно в 17 км к востоку от центра города Видное. Ближайшие населённые пункты — посёлок Володарского, деревни Малая Володарка и Малое Саврасово.

## История
Деревня обозначается на плане 1784 года как Большая Юсупова. В документах 1862 года значится также как Старое Юсупово. Название, предположительно, произошло от личного имени тюркского происхождения Юсуп.
В XIX веке деревня Большое Юсупово входила в состав Домодедовской волости Подольского уезда. В 1899 году в деревне проживало 185 человек.
В советское время деревня получила нынешнее название по соседнему посёлку Володарского.
С 1994 до 2006 года деревня входила в Володарский сельский округ Ленинского района, а с 2006 до 2019 года в рамках организации местного самоуправления включалась в Володарское сельское поселение Ленинского муниципального района.
С 2019 года входит в Ленинский городской округ.

## Население
| 2002 | 2006 | 2010 |
| ---- | ---- | ---- |
| 67   | ↘50  | ↗83  |

Согласно Всероссийской переписи, в 2002 году в деревне проживало 67 человек (27 мужчин и 40 женщин). По данным на 2005 год в деревне проживало 50 человек.